# 旧第四銀行会津支店
旧第四銀行会津支店（きゅう だいしぎんこう あいづしてん）は福島県会津若松市にある建築物。

## 概要
市内大町一丁目の国道252号（七日町通り）沿いに位置する。1927年（昭和2年）5月に竣工した鉄筋コンクリート造り2階建ての建物である。設計は黒田記念館などを手がけた岡田信一郎。建物正面入口側の太く巨大な6本柱が大きな特徴で、当時の銀行建築の流行であったギリシア風イオニア式手法が施された建築である。建設当時は1階に営業室、二階に支店長室と応接室、会議室があったと言われている。

## 沿革
元々は郡山橋本銀行若松支店として建設されたが、まもなくして昭和恐慌による銀行再編の波に襲われ他行との合併が行われたため支店が開設されることはなかった。その後1935年（昭和10年）に第四銀行に買収され、以後1980年（昭和55年）まで45年間の長きに渡り第四銀行会津支店として利用される。後に第四銀行は近隣の国道118号沿いに移転し、現在は三島町に本社を置く滝谷建設工業の会津若松支店として用いられている。1999年（平成11年）度には、当時の建築文化を色濃く残す数少ない近代建築であることから、会津若松市「歴史的景観指定建造物」に指定された。